# 部落民

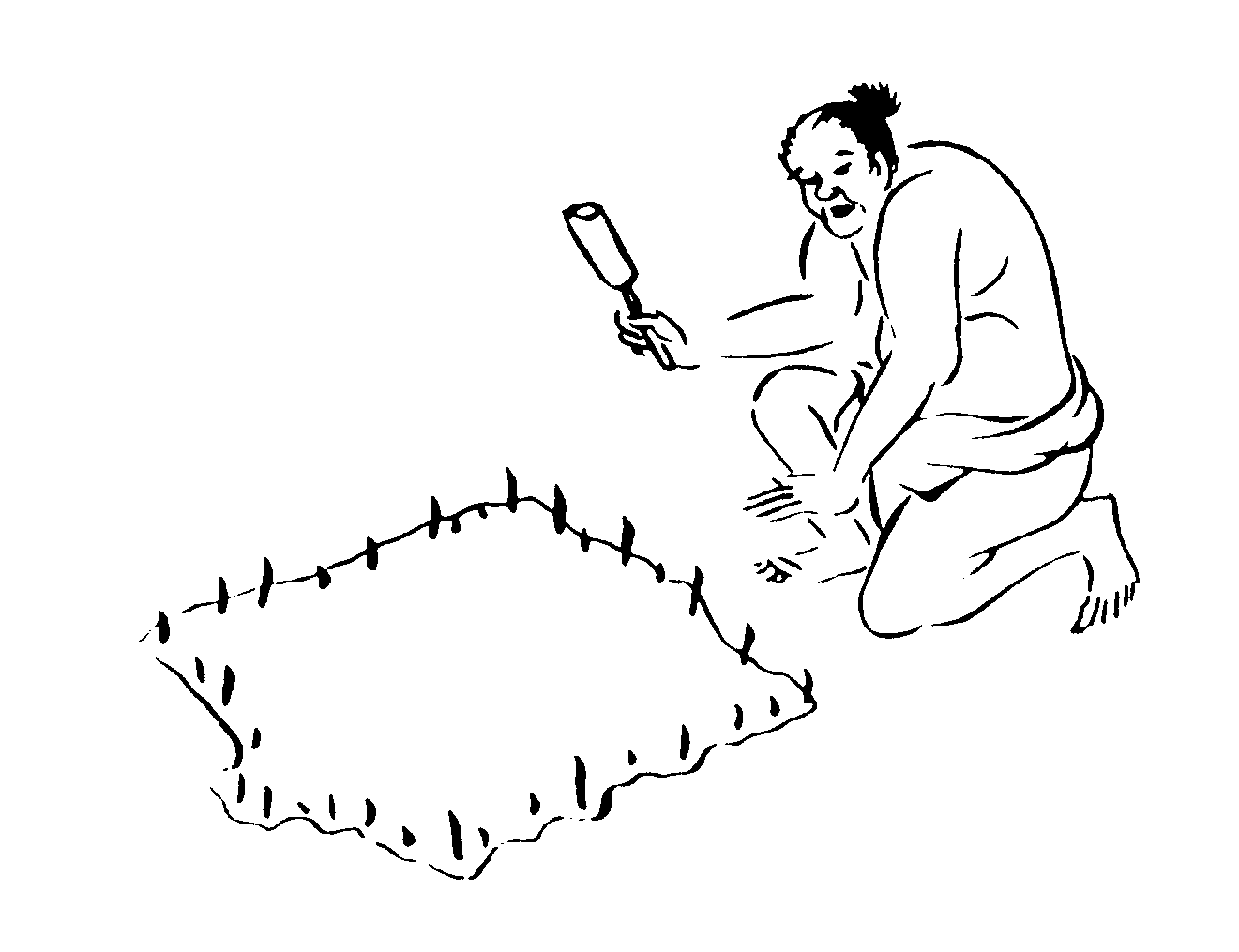
正在鞣皮的「穢多」，《七十一番職人歌合36番》，約1500年。

部落民（日语：／ Burakumin）是日本過去封建時期賤民階級的後代。
剛獲得良民地位的部落民帶有歧視意味地被稱為「新平民」。

## 簡介
部落民是過去封建時期賤民階級的後代，他們社會階級低下，世代住在固定的地區。主要從事被認為是宗教上「不潔」的工作，如殯儀業者、屠夫或皮革工人、拾荒者、小丑等，並傳統上居住於對外隔絕的村莊或貧民區（多不適於農耕），分為非人與穢多。非人多數是乞丐、算命、監獄看守，穢多則是處理與死亡有關的工作（因神道教与佛教也认为宰杀与血不潔）。他們要住在特别區域穿特别衣服自異於其他人。當年「穢多」若犯罪，武士階級可以殺了他們而不受懲罰（切捨御免）。這些人及其子孫所聚集生活的貧困地區逐漸形成部落，故稱為部落民。部落民無法參與正常的社會活動，也不能與一般人交往，只能從事粗賤的工作求生存，世襲無法翻身。

## 現況
即使1871年日本的封建階級制度廢除，部落民被合法的解放；但是，這沒有減少社會對他們的歧視及改善他們的生活水準。他們一般很難進入好學校或大學，在日本的一些地區，對部落民就業（大公司一般不願僱用他們）、結婚、同住一棟公寓等的歧視仍然存在；一般人结婚前也查清对方家谱，以確保沒有部落民血统。戰後日本憲法明文保障人權及平等原則，但並沒有使部落民得到解脫，社會上還是存在諸多歧視。自1980年代開始，越來越多年輕的部落民開始組織和抗議針對他們的不平等待遇，許多主張消除差別待遇的社會運動層出不窮。大學裡每年都會處理不少件部落差別的歧視事件。部分民眾不願意自己的子女與部落民通婚，過去大企業拒用他們的消息也時有所聞，不少企業主會購買一本300頁、詳細刊載部落民姓氏與居住地區的手冊，用以剔除部落民。有一個著名的争议事件是，据传麻生太郎首相在一次非公開的黨內會議上要求盡一切努力阻止黨內著名人物野中廣務（部落民出身）成為新首相。
部落解放同盟調查，目前約有6000個部落民村莊，總人口將近300萬。仍有不少家庭私自購買部落民的姓氏與居住地區手冊，用來調查未來女婿及媳婦的出身背景。2009年，「Google地球」发布了一张江户时代的古地图，其中標明部落民村落所在地，再次引起對偏見、歧視等問題的熱辯。

## 人數
部落民的人數根據不同的來源有不同的數字。根據日本政府在1993年做的調查報告，日本有4,533個同和地區（被規劃來同化的部落民社區），主要分布於西日本，總共有298,385戶、892,751人。每個社區從少於5戶到多於1000戶都有，平均為155戶。大約四分之三位於鄉村地區。對於部落民的歧視各地區不同。目前只有北海道、青森縣、岩手縣、宮城縣、秋田縣、山形縣、福島縣、東京都、富山縣、石川縣和沖繩縣不存在同和地區，但這也不說明上述都道府縣完全不存在對部落民的歧視。西日本這些人較多（因江戶时代前西日本比東日本富有）。
然而另一方面，部落解放同盟由明治時期的數據推估日本有近3百萬部落民。一項1999年的調查顯示日本有約2百萬部落民，居住在約5千個社區中。
日本政府的統計顯示了居住於同和地區中，聲稱有部落民血統的居民數字。部落解放同盟的估計則包括了前部落民和當前的部落民，包含了一些沒有部落民血統的現任住民。
在幕府末期，當封建制度發生危機的時候，反對幕府的志士剛即提出了解放部落的主張。與此同時，幕府也從加強它的軍事力量這個目的出發，企圖廢除部落民的身分並想把他們組成軍隊，做為解放他們的代價。德川政權本來從提升弹左卫门及其部下的身分為平民時開始已經著手了這種工作，但它的覆滅使這種由封建統治者所進行的解放政策發生了挫折。

## 逸事
日本樂器三味線也是部落民產業，用捕獲的貓製成，因此日本關西地方部落民被稱為。